# Holthauser Bach (Lenne)
Der Holthauser Bach ist ein Fließgewässer im Ortsteil Holthausen von Hagen. Er entspringt bei Brechtefeld. Sein Tal ist geschützt unter der Bezeichnung Naturschutzgebiet Holthauser Bachtal. Er wird von Erlen und Eschen gesäumt. Er mündet bei Hohenlimburg in die Lenne.